# 클라라 락모어

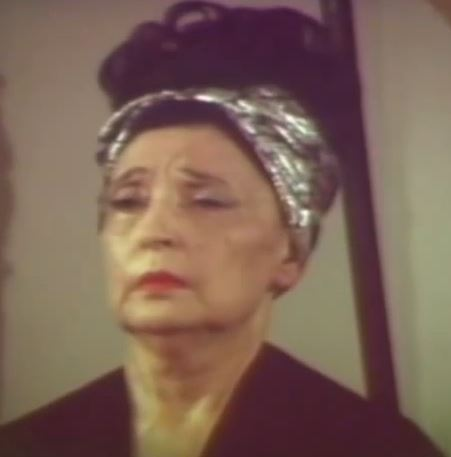

클라라 락모어(1911년 3월 9일 ~ 1998년 3월 10일)는 리투아니아의 테레민, 전자 악기 연주자다.

## 생애
클라라는 '클라라 라이젠베르크'(Clara Reisenberg)란 이름으로 리투아니아의 빌뉴스에서 태어났다. 어릴 적 바이올린에 두각을 나타낸 클라라는 5살에 상트페테르부르크 음악원에 입학한다. 이 음악원에 입학한 최연소 학생으로 기록돼 있다. 그는 레오폴트 아우어 밑에서 바이올린을 배웠다. 하지만 어릴적 영양실조로 인한 뼈 문제 때문에 10대를 거치면서 바이올린 연주를 포기하게 된다. 이로 인해 클라라는 당시로서는 새로운 전자 악기였던 테레민에 관심을 갖게 된다.
클라라는 폴 롭슨(Paul Robeson)과 함께 뉴욕, 필라델피아 등지에 공연을 다녔다. 하지만 1977년 '테레민의 기예'(The Art of the Theremin)이란 앨범을 내기 전까지는 상업적 음반을 내지 않았다. 이 앨범은 전자 악기 제작자이자 전자공학자였던 로버트 모그의 요청에 의해 제작됐으며, 클라라의 단골 공연 파트너였던 그의 언니 피아니스트 나디아 라이젠베르크(Nadia Reisenberg)가 참여했다.
테레민의 발명자인 레온 테레민(Léon Theremin)이 클라라에게 수차례 프로포즈했지만 거절당한 것으로 알려져 있다. 클라라는 변호사인 로버트 락모어와 결혼했고 이후에는 락모어라는 성을 사용했다.
클라라는 1998년 3월 10일 87세의 나이로 숨을 거뒀다. 이미 클라라의 건강은 1년 가까이 급격히 나빠지고 있었으나 그는 종손녀의 탄생을 보겠다는 일념으로 버텼다. 종손녀가 태어나고 이틀 뒤 클라라는 세상을 떠났다.

## 같이 보기
- 전자 악기
- 신시사이저